# Римокатоличко гробље (Нови Сад)
Римокатоличко гробље у Новом Саду је комплекс пет гробља које чине Римокатоличко, Реформаторско и Евангелистичко, Војно и Немачко гробље. Свака конфесија има свој део гробља. Комплекс се налази на потесу Футошке улице и Улице Војводе Книћанина бб у Новом Саду.
Комплекс гробља, заједно са Алмашким, Успенским, Реформатско хришћанским и Словачко евангеличким гробљем, Русинским, као и Јеврејским гробљем, представљају непокретно културно добро као просторна културно-историјска целина од великог значаја.
Комплекс одржава градско комунално предузеће Лисје из Новог Сада.

## Римокатоличко гробље
Римокатоличко гробље настало је 1860. године и на њему су вршена сахрањивања до 1974. године. Године 1991. гробље је поновно отворено за сахрањивање под условима које важи за обреде на старим гробљима. На овом гробљу се налази капела која је задужбина Елизабете и Леополда Гукера. Капела је подигнута 1875. године и изнад улазних врата се налази медаљон који говори о подизању. 

## Реформаторско и Евангелистичко гробље
Реформаторско и Евангелистичко гробље је од римокатоличког дела гробља одвојено славолуком. Простире се на површини од око 2 ha, на којој се налази око 5000 гробних места. Настало је кад и Римокатоличко гробље, 1860. године, а а затворено је за сахрањивање 1974. године.

## Војно гробље
Војно гробље, познато још и као Авијатичарско, настало је 1923. године, када је у Новом Саду основана фабрика авиона Икарус. Простире се на око 9000 m2 и сачувано је веома мало споменика. По престанку сахрањивања, део парцеле је уступљен Римокатоличком гробљу.

## Немачко гробље
Немачко гробље је најмање гробље у оквиру комплекса. На њему се налази гробница са посмртним остацима 33 немачка војника. После дуге запуштености, године 2007. започето је уређење гробља.